# Neopanorpa hirsuta
Neopanorpa hirsuta är en näbbsländeart som först beskrevs av Crampton 1931.  Neopanorpa hirsuta ingår i släktet Neopanorpa och familjen skorpionsländor. Inga underarter finns listade i Catalogue of Life.